# アエロガビオータ
アエロガビオータ (英語: Aerogaviota)とは、キューバ・ハバナに拠点を置く航空会社である。主に国内線を運航しており、拠点とする空港はホセ・マルティ国際空港である。

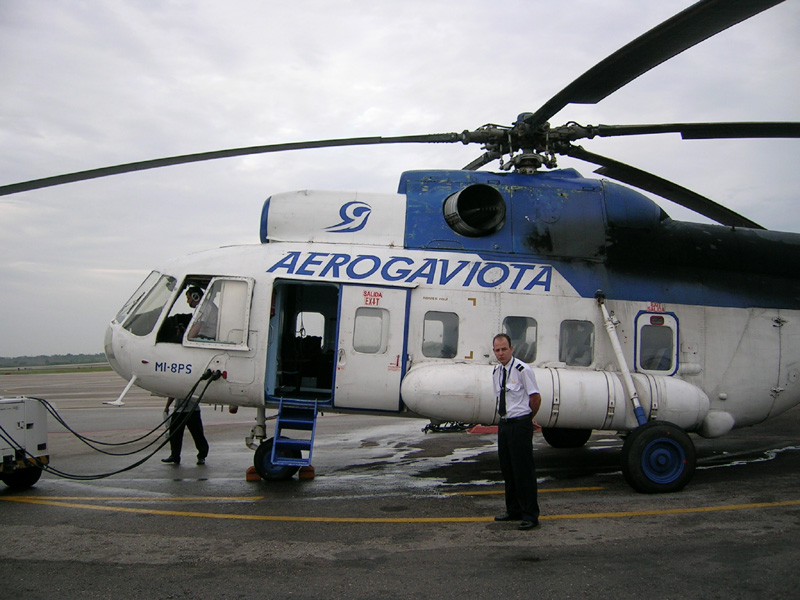
アエロガビオータのMi-8PS

## 歴史
アエロガビオータはキューバ軍によって設立され、1994年に運航を開始した。その後はキューバ政府が所有しているが、運航はCorporación de la Aviación Civil S.A of Cuba社により行われている。

## 保有機材

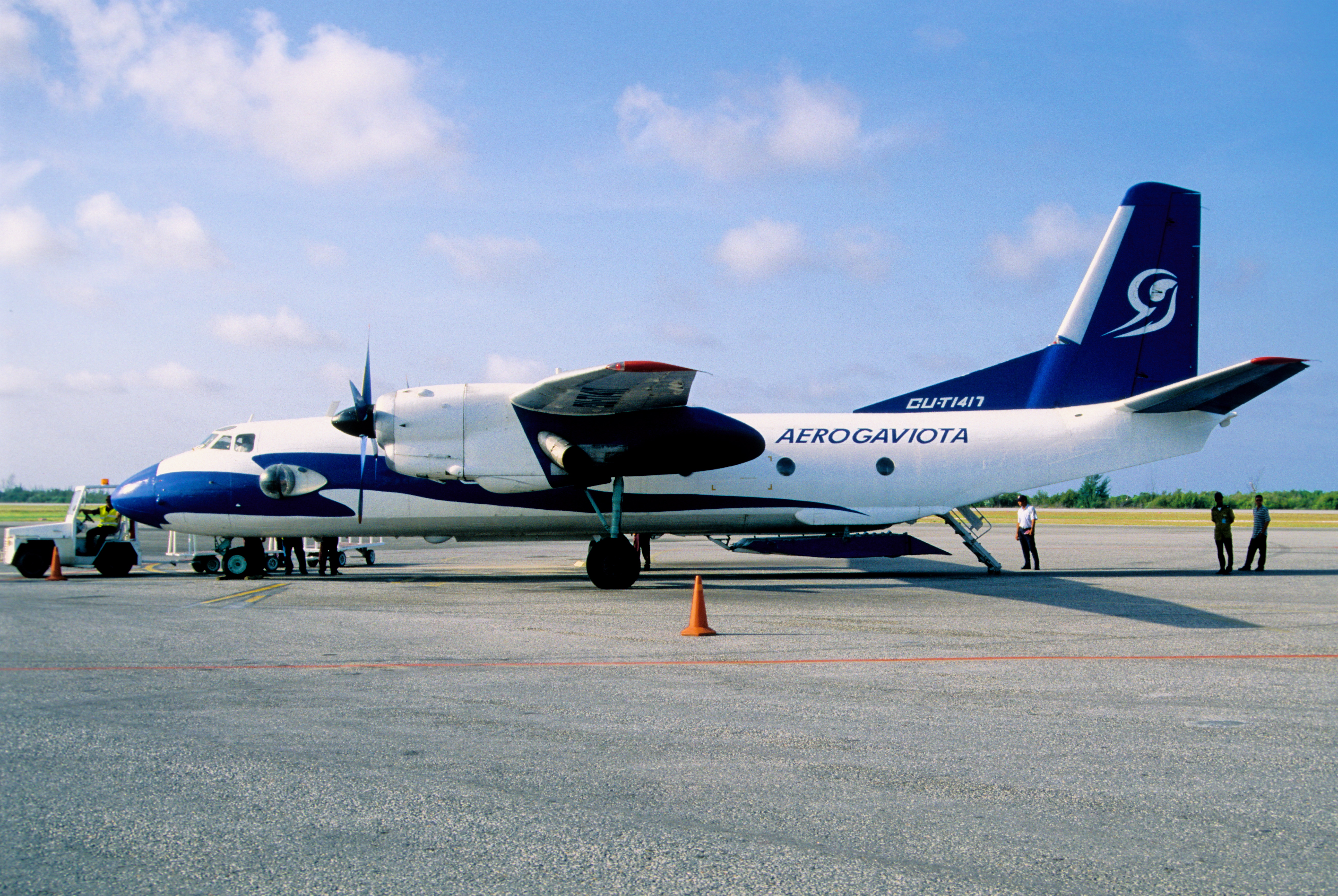
2004年に撮影されたヴィロ・アクーニャ空港でのアエロガビオータのAn-26

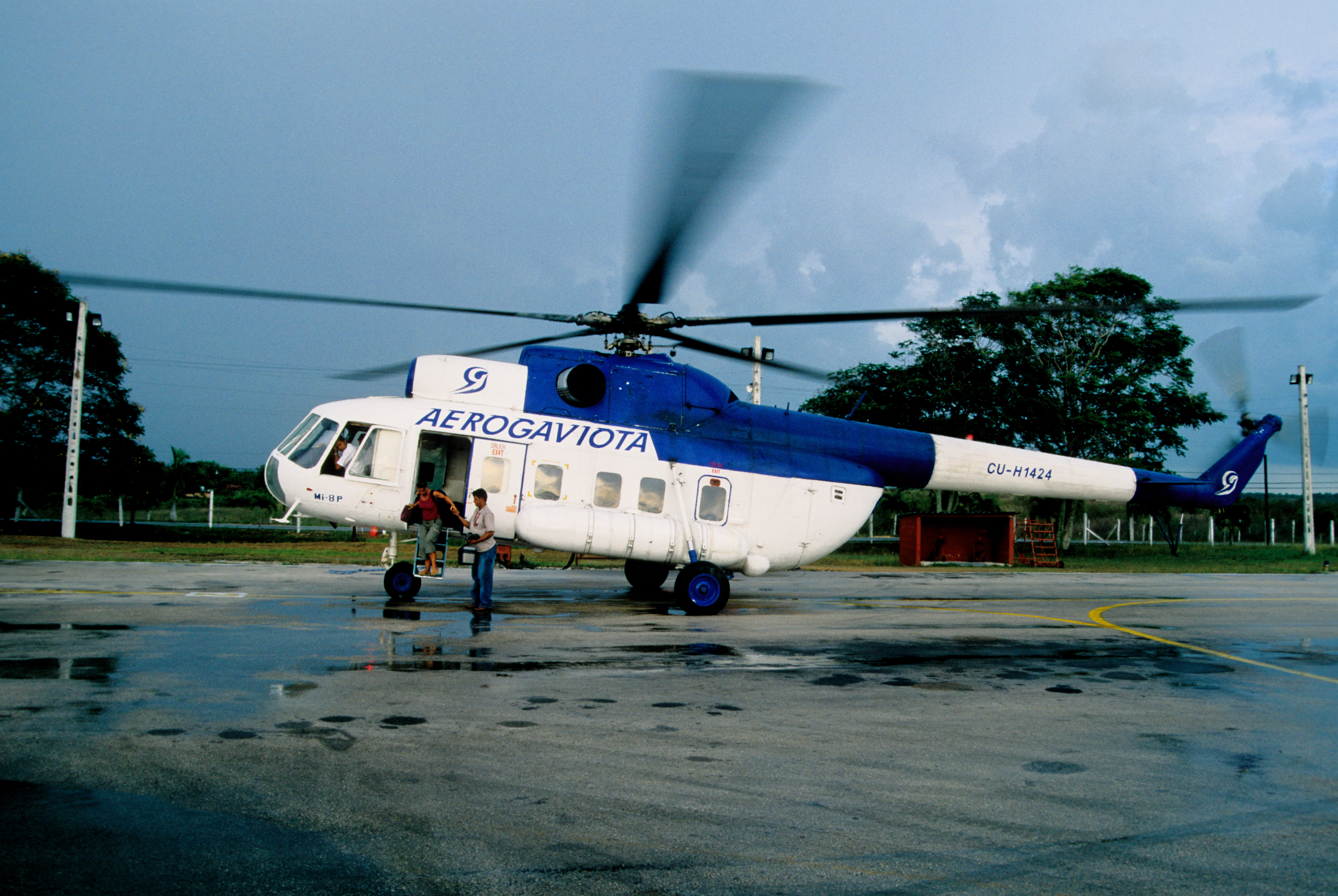
Mi-8P

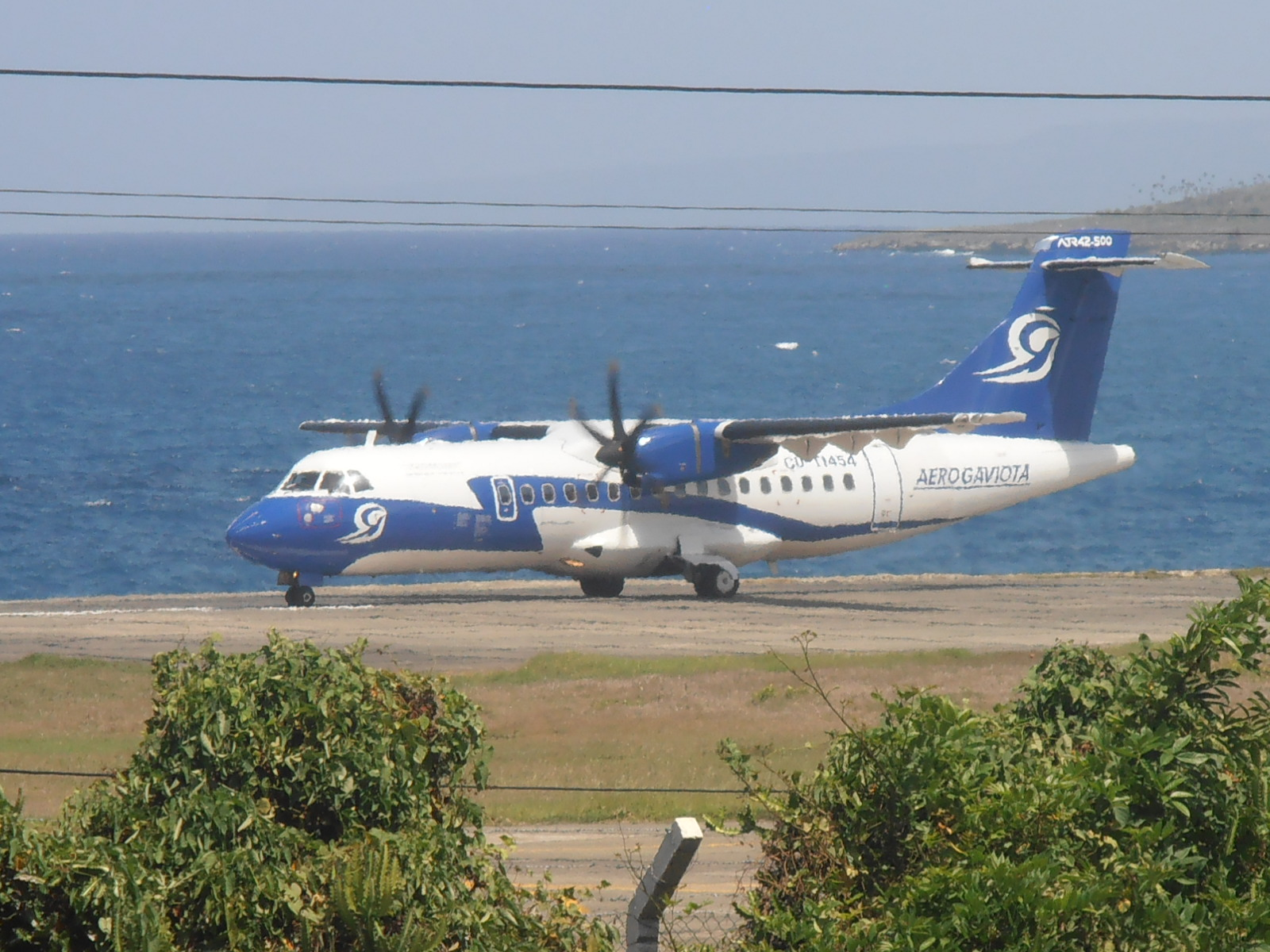
ATR 42-500

2015年7月時点での保有機材は以下の通り。
| 機材       | 保有数 | 発注数 | 備考   |  |
| ---------- | ------ | ------ | ------ |  |
| ATR 42-500 | 4      | —      |        |  |
| Mi-8PS     | 1      | —      |        |  |
| An-24RV    | 2      | —      |        |  |
| An-26      | 2      | —      |        |  |
| An-26B     | 2      | 2      |        |  |
| Yak-40K    | 2      | 1      | 貨物機 |  |
| 合計       | 13     | 3      |        |  |

## 事故
- 2017年4月29日、キューバ軍がチャーターしたアエロガビオータのAn-26がロマ・デ・ラ・ピエンタ山に墜落し、乗員8名全員が死亡した[3][4]。